# La nave
La nave es una película de comedia mexicana de 2022 dirigida por Batán Silva y escrita, protagonizada y coproducida por Pablo Cruz. Está basada en experiencias reales de Pablo Cruz. Se estrenó el 12 de mayo de 2022 en cines mexicanos.

## Sinopsis
Un presentador de un programa de radio infantil llamado La nave se embarcará en una de las misiones más difíciles que le ha tocado vivir: intentar cumplir el deseo de un niño que quiere conocer el mar.

## Elenco
Los actores que participan en esta película son:
- Pablo Cruz como Miguel
- Santiago Beltrán Ulrich como Gerardo
- Maya Zapata como Leo
- Lucía Uribe como Daisy
- Andrés Almeida como médico
- Rodrigo Murray
- Héctor Jiménez
- Victor 'Chore' Sobrevals como estudiante de GYM

## Recepción

### Recepción de la crítica
Jesús Chavarría del diario La Razón de México: "En La nave, entre la elaboración casi artesanal materializan lo extraordinario de lo cotidiano, aprovechando con ingenio objetos prácticos y vestuarios, permitiéndose sugerentes inserciones animadas que conectan los espasmos y regresiones del protagonista, con la mirada infantil y el entorno, para terminar de perfilar con toques de ensoñación y melancolía la identidad de una propuesta sencilla, encantadora y muy divertida.

### Premios y nominaciones
| Año  | Premio           | Categoría   | Candidato           | Resultado | Ref.   |
| ---- | ---------------- | ----------- | ------------------- | --------- | ------ |
| 2023 | Premios Canacine | Mejor actor | Pablo Cruz Guerrero | Ganador   | [ 11 ] |